# Кирил Миленков
Кирил Миленков е български политик, член на БЗНС „Врабча–1“, участник в Септемврийското въстание 1923 г., кмет на гр. Фердинанд през периода (1932 – 1934 г.) и околийски управител на Фердинандска околия – 1944 г.

## Биография
Роден е през 1900 г. в гр. Фердинанд, в семейството на Петър и Трифона Миленкови, чийто род е от с. Мала Кутловица. Учи в родния си град, където завършва прогимназия, а средно образование в Държавната гимназия в гр. Оряхово. По време на Септемврийското въстание участва в превземането на гр. Фердинанд от въстаниците и осигуряване преминаването на водачите на въстанието в чужбина. След неуспеха на въстанието емигрира в Югославия и Чехия, две години учи в Селскостопанската академия в Прага, а след амнистията през 1925 г. се завръща в България. След непълния кметски мандат (1932 – 1934 г.) продължава политическата си дейност, през 1938 г., преди парламентарните избори е интерниран в Крумовград и Несебър. По време на правителството на Константин Муравиев (2 – 9 септември 1944 г.) е околийски управител на Фердинандска околия. По-късно през (1951 – 1952 г.) е въдворен в лагера в Белене за опозиционна дейност, остава без работа, но след това е реабилитиран. Умира в Русе през 1973 г.

## Политическа дейност
Като емигрант през (1923 – 1925 г.) работи в Задграничното представителство на БЗНС. За кмет на града е избран на 6 април 1932 г., неговите заповеди са подписани с оранжево мастило. Управлението му съвпада с годините на икономическата криза в България от (1929 – 1933 г.). Въпреки трудностите и липсата на финансови средства, през кметския му мандат се осъществяват редица дейности по благоустрояване – улично строителство, изграждане на покрит пазар за добитък, сграда за началното училище, взето е решение за превръщането на пазарището в градска градина. Учредено е Комисарство по прехраната, създадени са облекчения за заселване на нови жители на общински места и са положени усилия за намаляване трудностите на бедстващото население на общината. С решение на Общинския съвет бедните граждани са освободени от заплащане на училищна такса за своите деца и имат право да се лекуват безплатно в града.

Дейността на кмета и на общинския съвет са затруднени от несигурната политическа обстановка в страната. Полицията извършва своеволия и побои над мирни граждани срещу което общинските дейци протестират. През декември 1933 г. са арестувани и въдворени в гр. Петрич трима общински съветници от Работническата партия, а кметът изпраща телеграма до цар Борис III за тяхното освобождаване. Последват оставки на шестима общински съветници с помощник-кмета Георги Врачански с което се цели дестабилизиране и разтуряне на общинския съвет. На 4 май 1934 г. е проведено заседание на Общинския съвет на което присъстват и освободените интернирани съветници от Работническата партия. Съветниците посочват, че общинският съвет е сложил ред в събирането на доходите, спрян е техният грабеж, средствата са използвани за строителство и благоустройство, а общината е станала заможна. По същото време е издаден позив за разтуряне на Общинския съвет, а кметът е обвинен в сътрудничество с „дружбаши и комунисти“. На 5 май 1934 г. общинският съвет е разтурен и е назначена тричленна комисия с председател Георги Врачански, с което е прекратен и кметския мандат на Кирил Миленков. През 1944 г. като околийски управител на Фердинандска околия спомага за избягване на сблъсъци и жертви между войската и партизанския отряд „Христо Михайлов“. Въпреки премеждията и превратностите на времето отстоява своите възгледи и успява да запази честното си име, достойнство и почтеност.